# Greeble (effet visuel)
Pour les articles homonymes, voir Greeble.

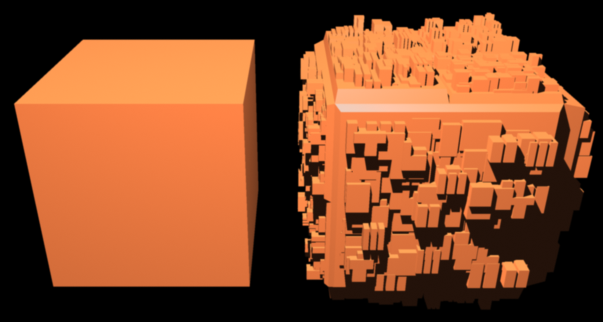
Un cube et sa version "greeble"

Le greeble (terme anglais) est un détail ornemental ajouté à une surface plus grande lui donnant un aspect plus complexe et visuellement plus intéressant. L'objet gagne une impression de relief et semble plus grand. Le détail ajouté peut être d'une forme géométrique simple (tels des cylindres, des cubes ou des parallélépipèdes) ou représenter des pièces mécaniques (câbles, engrenages, etc.). Les greebles sont principalement utilisés dans la représentation d'engins spatiaux de fiction ou d'éléments architecturaux en science-fiction et dans l'industrie cinématographique (effets spéciaux).

## Étymologie
Greeble est un néologisme anglais. L'usage du terme s'est généralisé pendant les années 1970s lorsqu'il fut utilisé par l'équipe des effets spéciaux de Star Wars pour la création des détails techniques des vaisseaux spatiaux, fait de plaques de polystyrène, qui paraissaient trop plats lors de leur création initiale. D'après Adam Savage c'est George Lucas lui-même qui a forgé le terme "greeble", repris par tous les techniciens de la société Industrial Light and Magic.
La technique du « greeble » est également appelée « nurnies », en référence à l'usage qu'en fit Ron Thornton (en), cofondateur de la société Foundation Imaging, lorsqu'il travaillait sur les effets spéciaux numériques de la série Babylon 5.

## Utilisation
Dans des films comme Star Wars, différentes plaques de polystyrène sont collés les unes sur les autres pour ajouter des détails aléatoires, rendant l'ensemble de la structure plus plausible.
Ce terme est également utilisé dans la génération procédurale de formes, pour désigner des détails ajoutés automatiquement à des surfaces.

## Films et séries de science-fiction
Un premier exemple de l'usage de la technique du greeble était la représentation des vaisseaux spatiaux dans 2001, l'Odyssée de l'espace en 1968.

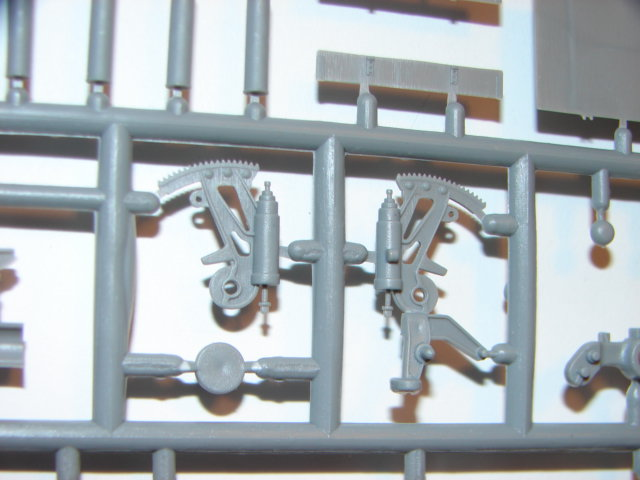
Support d'une pièce de modèlisme

Le rajout de morceaux de polystyrène, tels les supports de pièces de modélisme de différentes formes sur les surfaces dépouillées donne à celles-ci un relief visuel plus imposant. Le greeble a un effet purement ornemental et n'a d'autre but que de remplir les espaces pour leur donner un aspect de troisième dimension.
Les greebles sont également présents à l'intérieur des vaisseaux spatiaux de Star Trek. Les couloirs et les murs sont couverts d'objets, de tuyaux et conduits. L'intérieur du vaisseau Nostromo dans le film Alien présente la même similitude.
Des logiciels 3D permettent actuellement la création automatisée des greebles.